# جون کامیوازومی
جون کامیوازومی (انگلیسی: Jun Kamiwazumi؛ زادهٔ ۱ اکتبر ۱۹۴۷) تنیس‌باز اهل ژاپن است.
وی در مسابقات کشوری و بین‌المللی در مجموع برندهٔ ۱ مدال طلا، ۱ مدال نقره شده‌است.